# Espectacular (álbum)
Espectacular es el undécimo álbum de estudio del cantautor mexicano Juan Gabriel, lanzado al mercado por Ariola Records el 26 de junio de 1978. Fue producido por Eduardo Magallanes.  Grabado en Europa con la Orquesta Sinfónica de Londres y la Orquesta de Ray Conniff. para demostrarle tal decoro lo manda a Inglaterra a grabar el disco “Espectacular”
Se une a la Orquesta Sinfónica de Londres y a la Orquesta de Ray Conniff para dar como resultado uno de los discos más ricos en arreglos, ejecución y talento.
El disco reúne una selección importante de canciones que a la postre se convertirían en éxitos sin tiempo. El primer sencillo es el tema “Aunque te enamores” que de inmediato se coloca en el primer lugar de popularidad radial en México. 
Con arreglos de Tom Parker, Johnny Arthey y Zack Lawrence y bajo la producción ejecutiva de su entrañable amigo, Eduardo Magallanes; logran una producción de gran calidad musical y nuevamente éxito en México, Estados Unidos y Europa.

## Lista de canciones
| N.º | Título                         | Escritor(es) | Duración |  |
| 1.  | «¿Dónde estás vida mía?»       | Juan Gabriel | 3:14     |  |
| 2.  | «Es mejor decir adiós»         | Juan Gabriel | 2:27     |  |
| 3.  | «Yo sé que está en tu corazón» | Juan Gabriel | 3:02     |  |
| 4.  | «Mi fracaso»                   | Juan Gabriel | 2:41     |  |
| 5.  | «No me importará tu olvido»    | Juan Gabriel | 4:13     |  |
| 6.  | «Aunque te enamores»           | Juan Gabriel | 3:37     |  |
| 7.  | «Dame, dame»                   | Juan Gabriel | 3:07     |  |
| 8.  | «Canción para no olvidar»      | Juan Gabriel | 3:01     |  |
| 9.  | «Cuando escuches mi canción»   | Juan Gabriel | 3:00     |  |
| 10. | «Adiós, amor te vas»           | Juan Gabriel | 4:16     |  |